# Arctic World Archive
Arctic World Archive (AWA, Arktiska världsarkivet) är en databank beläget i ögruppen Svalbard i Arktis. Anläggningen öppnade 2017 och drivs av norska staten genom bolaget Store Norske Spitsbergen Kulkompani A/S (Store Norske) i samarbete med IT-bolaget PIQL A/S. Databanken förvarar digitaliserade kopior av konst, litteratur och andra kulturella och historiska föremål för att bevara dessa i likhet med Svalbard Global Seed Vault.

## Geografi
Anläggningen ligger på ön Spetsbergen i en del av Store Norskes nedlagda kolgruvan Gruve 3 på den norra sidan av Platåberget väster om Longyearbyen. Nordväst om gruvan ligger Svalbards flygplats Svalbard lufthavn. Svalbard Global Seed Vault ligger i samma gruva. Området ägs av norska staten.

## Anläggningen
Arctic World Archive ligger cirka 130 meter över havsytan och 300 m under markytan i urberget. Den kyls av permafrost. Anläggningens placering gör även att den bedöms kunna motstå skadepåverkan från såväl kärnvapen som elektromagnetisk puls.
All data konverteras till högupplösta QR-koder och information till film. Data lagras offline för att förhindra hackning och andra cyberattacker.

## Historia
Gruvdriften upphörde i november 1996.
Arctic World Archive invigdes 27 mars 2017 då representanter för Brasilien och Mexiko deponerade sina nationalarkiv och Norges Sogn og Fjordane fylkeskommune deponerade sitt Digitalarkivet. 
I november 2019 meddelade webbhotellet Github att de skulle lagra all sin public open source code på databanken.
I januari 2020 inlämnades ytterligare deponeringar av en rad nationer och organisationer, däribland Vatikanstatens bibliotek och Europeiska rymdorganisationen.
I mars 2020 meddelade Moderna museet i Stockholm att cirka 140 000 kopior ska deponeras i anläggningen under april. Sedan tidigare förvaras redan kopior av ”Skriet” (Edvard Munch) och ”Nattvakten” (Rembrandt) på anläggningen.